# Richard Seppälä

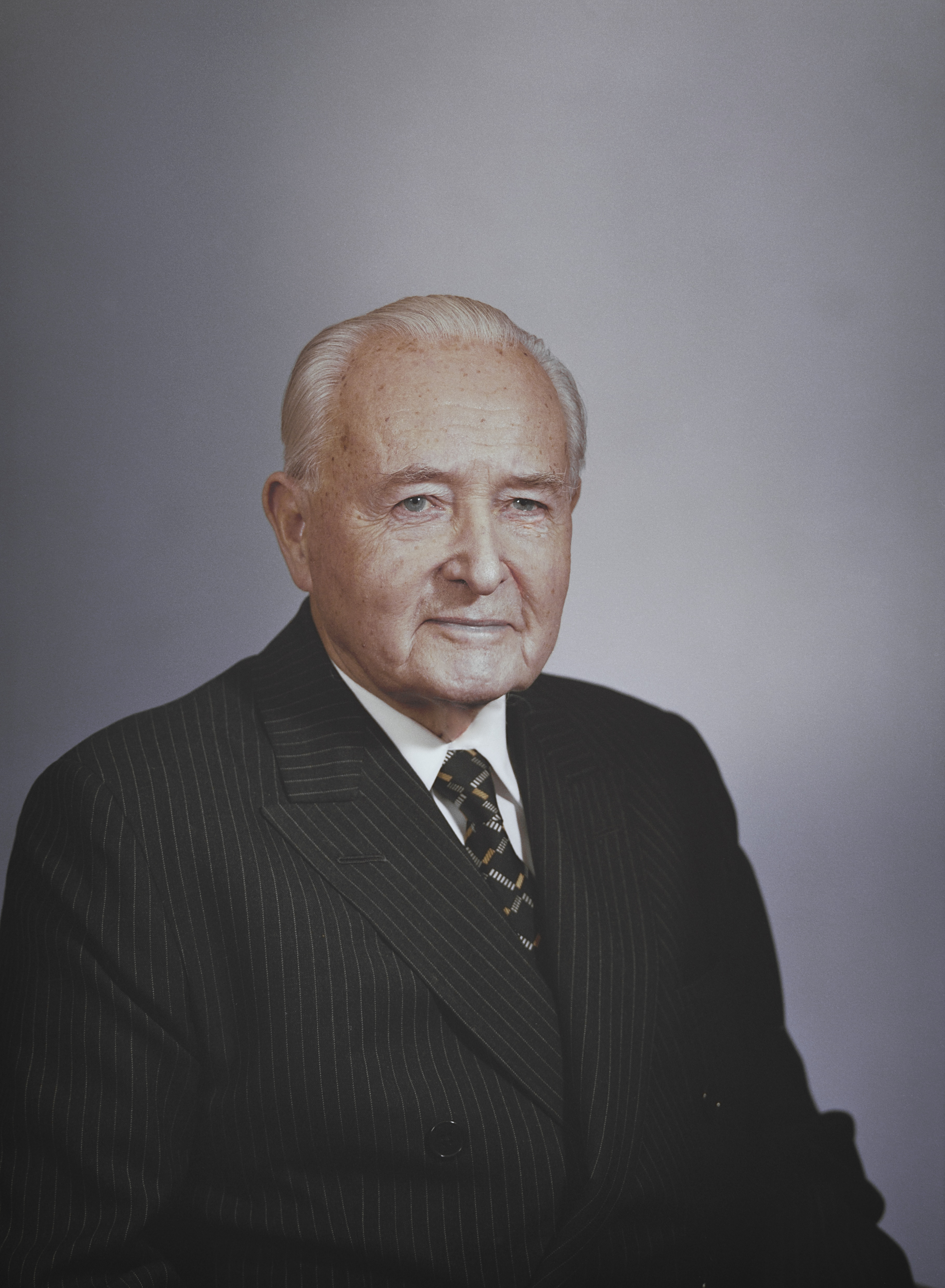
Richard Seppälä, 1987.

Richard Rafael Seppälä,  född 15 januari 1905 i Björneborg, död 25 september 1997 i Helsingfors, var en finländsk diplomat.
Seppälä inledde sin bana som attaché i Riga 1930 och Rio de Janeiro 1932. Han kom därigenom i kontakt med och gick i lära hos två av Finlands mest erfarna diplomater, först P.J. Hynninen och sedan Georg Achates Gripenberg. Seppälä blev snabbt tillförordnad chargé d'affaires för beskickningen i Rio 1932–1934.
Gripenberg anses ha legat bakom Seppäläs förflyttning som legationssekreterare till London 1937–1942. Då ambassaden stängdes på grund av Storbritanniens krigsförklaring mot Finland blev Seppälä 1943 biträdande chef för politiska avdelningen vid utrikesministeriet och avdelningschef 1948. Samma år utsågs han till generalkonsul i New York och samtidigt observatör vid FN, vid en tidpunkt då Finland ännu inte var medlem av världsorganisationen.
Seppälä utsågs 1953 till kanslichef och statssekreterare vid utrikesministeriet. Sedan följde två av de viktigaste posterna utomlands, som ambassadör i Paris 1956–1958 och på nytt 1965–1972. Han var 1958–1965 ambassadör i Washington och samtidigt sidoackrediterad i Bogotá, Mexico City, Caracas och Havanna. Han blev en uppskattad bedömare av politiken i sina stationeringsländer; president Urho Kekkonen noterade ofta hans rapportering i sin dagbok. Mot slutet av karriären erbjöd Kekkonen honom att bli statssekreterare på nytt, men Seppälä avböjde och gick i pension 1972.